# رایش آلمان

آلمان ناسیونال سوسیالیست (نازی) در سال ۱۹۳۵، این دولت آلمان کمتر از یک سال پس از صدراعظمی آدولف هیتلر رهبر حزب ناسیونال سوسیالیست کارگران آلمان (حزب نازی) تشکیل شد و پس از مرگ ژنرال پاول فون هیندنبورگ آغاز به استوارسازی خود کرد.

رایش آلمان ناسیونال سوسیالیستی (نازی)، پس از پیوست سازی اتریش و سودتنلند به خاک خود در ۱۹۳۸.

سرزمین‌های تحت اداره نظامی آلمان در اوج خود، پس از انجام چندین کارزار و برنامه بزرگ از جمله حمله به لهستان، هلند، بلژیک، فرانسه،نروژ، دانمارک و…، و در پایان حمله به اتحاد جماهیر سوسیالیستی شوروی، در سال ۱۹۴۲.

رایش آلمان (به آلمانی: Deutsches Reich) نام دولت مبتنی بر ملت آلمان بین سالهای ۱۸۷۱ تا ۱۹۴۵ و همچنین نام قانونی این کشور تا ۱۹۴۳ است. ترجمهٔ لغوی واژهٔ رایش، امپراتوری است، ولی در عبارت رایش آلمان به معنی قلمرو به کار می‌رود.

## تاریخ
امپراتوری آلمان فقط برای اشاره به آلمان تحت فرمان دودمان هوهن‌تسولرن (تا ۱۹۱۸) به کار می‌رود. بخش بزرگی از آلمان که به نام «امپراتوری مقدس روم آلمان» شناخته می‌شد. نخستین تلاش‌ها برای یک امپراتوری آلمانی در سال ۱۸۴۸ و در جریان انقلاب مارس صورت گرفت که با شکست مواجه شد. از دیگر اقدامات در جهت یکپارچه‌سازی ملت‌های آلمانی می‌توان به الحاق اتریش به آلمان در حکومت آلمان نازی اشاره کرد.

## دوره‌ها
در دوره‌های مختلف تلاش برای یکپارچگی ملت‌های آلمانی و تشکیل یک امپراتوری آلمانی صورت گرفت.
| رئیس دولت                   | نگاره تمام رخ               | طول عمر                     | عنوان                        | از                          | به                          | عقاب (نشان ملی یا آرم)      |
| امپراتوری آلمان (۱۸۷۱–۱۹۱۸) | امپراتوری آلمان (۱۸۷۱–۱۹۱۸) | امپراتوری آلمان (۱۸۷۱–۱۹۱۸) | امپراتوری آلمان (۱۸۷۱–۱۹۱۸)  | امپراتوری آلمان (۱۸۷۱–۱۹۱۸) | امپراتوری آلمان (۱۸۷۱–۱۹۱۸) | امپراتوری آلمان (۱۸۷۱–۱۹۱۸) |
| --------------------------- | --------------------------- | --------------------------- | ---------------------------- | --------------------------- | --------------------------- | --------------------------- |
| ویلهلم یکم                  |                             | ۱۷۹۷–۱۸۸۸                   | قیصر آلمان (امپراتوری آلمان) | ۱۸ ژانویه ۱۸۷۱              | ۹ مارس ۱۸۸۸                 |                             |
| فریدریش سوم                 |                             | ۱۸۳۱–۱۸۸۸                   | قیصر آلمان                   | ۹ مارس ۱۸۸۸                 | ۱۵ ژوئن ۱۸۸۸                |                             |
| ویلهلم دوم                  |                             | ۱۸۵۹–۱۹۴۱                   | قیصر آلمان                   | ۱۵ ژوئن ۱۸۸۸                | ۱۸ نوامبر ۱۹۱۸              |                             |
| جمهوری وایمار (۱۹۱۹–۱۹۳۳)   |                             |                             |                              |                             |                             |                             |
| فریدریش ابرت                |                             | ۱۸۷۱–۱۹۲۵                   | رایش آلمان (رئیس‌جمهور رایش)  | ۱۱ فوریه ۱۹۱۹               | ۲۸ فوریه ۱۹۲۵               | (-۱۹۲۷)                     |
| پاول فون هیندنبورگ          |                             | ۱۸۴۷–۱۹۳۴                   | رایش آلمان                   | ۱۲ می ۱۹۲۵                  | ۲ اوت ۱۹۳۴                  | (-۱۹۲۷)                     |
| آلمان نازی (۱۹۳۳–۱۹۴۵)      |                             |                             |                              |                             |                             |                             |
| آدولف هیتلر                 |                             | ۱۸۸۹–۱۹۴۵                   | پیشوای رایش بزرگ آلمان       | ۲ اوت ۱۹۳۴                  | ۳۰ آوریل ۱۹۴۵               |                             |
| کارل دونیتس                 |                             | ۱۸۹۱–۱۹۸۰                   | رایش بزرگ آلمان              | ۳۰ آوریل ۱۹۴۵               | ۲۳ می ۱۹۴۵                  |                             |